# Чжао Лун
Чжао Лун (кит. 李乐成, род. сентябрь 1967, Паньцзинь, Ляонин) — китайский государственный и политический деятель, губернатор провинции Фуцзянь с 22 октября 2021 года.
Ранее вице-губернатор Фуцзяни (2020—2021), секретарь парткома КПК города Сямынь (2021), заместитель министра природных ресурсов КНР (2016—2020).
Член Центрального комитета Компартии Китая 20-го созыва.

## Биография
Родился в сентябре 1967 года в городском округе Паньцзинь, провинция Ляонин. Вступил в Коммунистическую партию Китая в 1988 году.
Учился в Китайском народном университете, после окончания которого в 1989 году получил диплом по специальности «землеустройство». В сентябре 1989 года принят на работу экспертом в Даляньский филиал Национального агентства управления земельными ресурсами КНР, затем был переведён в центральный офис агентства в Пекине на должность специалиста отдела образования, затем отдела пропаганды науки и техники. В январе 1997 года назначен начальником организационного отдела — секретарём отделения КПК агентства.
В марте 1998 года Национальное агентство управления земельными ресурсами, Национальное агентство землеустройства и картографии, Государственное управление океанических исследований Китая и Государственное бюро геодезии и картографии были объединены в Министерство земельных ресурсов Китая. После прошедшей реорганизации Чжао Лун получил пост заместителя заведующего общим отделом, в декабре 1998 года занял должность главы отдела, в декабре 2001 года назначен заместителем начальника кадастрового управления.
В марте 2009 года направлен начальником в одно из девяти региональных подразделений Министерства — Цзинаньское национальное агентство земельной инспекции. Одновременно занял пост секретаря партийного отделения инспекции, в обеих должностях проработал до 2015 года. В июне 2015 года возвращён в Министерство на должность заведующего отделом планирования, в июне 2016 года назначен заместителем министра земельных ресурсов КНР и секретарём партийного отделения Министерства по совместительству. На тот момент являлся самым молодым из всех заместителей министров во всех министерствах Госсовета КНР. В 2018 году после переименования в Министерство природных ресурсов КНР Чжао Лун сохранил все посты и продолжил работу в должности заместителя министра национальных ресурсов. Входил в рабочую группу по организации Зимних Олимпийских игр 2022 года.
В июле 2020 года направлен вице-губернатором в юго-восточную провинцию Фуцзянь, вошёл в состав Постоянного комитета парткома КПК провинции. В январе 2021 года вступил в должность секретаря (главы) городского комитета КПК Сямыни, 22 октября того же года назначен временно исполняющим обязанности губернатора провинции, став при этом самым молодым главой регионального правительства на тот момент.
25 января 2022 года на 6-й сессии Собрания народных представителей провинции 13-го созыва утверждён в должности губернатора Фуцзяни.